# Карл Кройтц
Карл Кройтц (нім. Karl Kreutz; 20 вересня 1909, Бромберг — 27 липня 1997, Бонн) — німецький офіцер Ваффен-СС, штандартенфюрер СС, кавалер Лицарського хреста Залізного хреста з Дубовим листям.

## Ранні роки
Карл Кройтц народився 20 вересня 1909 року в місті Бромберг. У 30-х роках Кройтц вступив в НСДАП (партійний квиток № 656 236) і СС (службове посвідчення № 50 559). У липні 1933 року зарахований в штабну охорону СС «Берлін» (яка в тому ж році була перетворена в Лейбштандарт СС «Адольф Гітлер»), з 8 березня 1935 року був командиром взводу. З червня 1939 року був командиром батареї в дивізії посилення СС.

## Друга світова війна
Карл Кройтц взяв участь в Польській, Французькій, Балканській кампаніях і в боях на Східному фронті. 20 квітня 1941 року призначений командиром 4-го дивізіону важких гармат артилерійського полку в складі дивізії СС «Райх». З березня 1943-го по 18 квітня 1945 року був командиром 2-го самохідного артилерійського полку СС «Дас Райх».
З 20 січня по 4 лютого 1945 року виконував обов'язки командира 2-ї танкової дивізії СС «Дас Райх». 13 квітня 1945 року знову очолив дивізію і став її останнім командиром. 8 травня 1945 року разом із залишками дивізії здався американським військам.

## Життя після війни
До 1948 року перебував в американському полоні. Після звільнення жив у Західній Німеччині. Карл Кройтц помер 27 липня 1997 року в місті Бонн.

## Звання
- Унтерштурмфюрер СС (9 листопада 1935)
- Оберштурмфюрер СС (12 вересня 1937)
- Гауптштурмфюрер СС (30 січня 1940)
- Штурмбаннфюрер СС (5 серпня 1942)
- Оберштурмбаннфюрер СС (20 квітня 1943)
- Штандартенфюрер СС (20 квітня 1944)

## Нагороди
- Почесна шпага рейхсфюрера СС
- Перстень «Мертва голова»
- Медаль «У пам'ять 13 березня 1938 року»
- Медаль «У пам'ять 1 жовтня 1938 року»
- Медаль «За вислугу років у СС» 4-го ступеня (4 роки)
- Залізний хрест
  - 2-го класу (2 жовтня 1939)
  - 1-го класу (30 липня 1940)
- Нагрудний знак «За поранення»
  - в чорному (27 травня 1940)
  - в сріблі (1942)
- Нагрудний знак «За участь у загальних штурмових атаках» 1-го ступеня (30 січня  1942)
- Медаль «За зимову кампанію на Сході 1941/42» (3 серпня 1942)
- Медаль «За вислугу років у НСДАП» в бронзі (10 років)
- Німецький хрест в золоті (17 грудня 1943) як оберштурмбаннфюрер СС і командир 2-го самохідного артилерійського полку СС «Дас Райх»
- Лицарський хрест Залізного хреста з Дубовим листям
  - Лицарський хрест (27 серпня 1944) як штандартенфюрер СС і командир 2-го самохідного артилерійського полку СС «Дас Райх»
  - Дубове листя (№ 863) (6 травня 1945) як штандартенфюрер СС і командир 2-го самохідного артилерійського полку СС «Дас Райх»